# もんすけ
もんすけは、HBC北海道放送のマスコットキャラクターである。HTB北海道テレビの「onちゃん」成功以後、道内民放各局が揃ってマスコットキャラクターを送り出す中で猿をモチーフとして1998年9月に誕生した。

## 概要
1998年に秋の番組改編期に合わせて制定、絵が得意な当時30代の男性社員が社内資料で度々描き添えて社内で評判となっていた猿のイラストを原案とした。
家族キャラクターとして父（もんぱぱ）、母（もんまま）、祖父（もんじぃ）、祖母（もんばぁ）が設定されている。
2006年には癒やし系を意識したデザインからアクティブなデザインにリニューアルされ、「もんすけ1BAN計画」としてアピールし、各番組での露出が急増した。
「もんすけ」の初代の声は、元局アナで報道局記者の武田明子が担当していたが、2006年12月に「もんすけ1BAN計画」を打ち出してリニューアル以降は、HBCラジオ「カーナビラジオ午後一番!」のパーソナリティを務めるHBC社員の山根あゆみが2代目「もんすけ」の声を担当し、2020年からは堰八紗也佳アナウンサーが担当している事が事実上判明しているものの、マスコットキャラクターであり、子供達の夢を壊さないために「もんすけ」の声は現在も非公表となっている。
2007年7月2日にオリジナルソング「もんすけ1BANのうた」を発表し歌手デビュー、ノベルティ用のCDも制作された。HBCラジオの『ベストテンほっかいどう』では2007年9月24日付にて17位を記録した。
2018年に誕生20周年を迎え、自社制作番組の見逃し配信やイベントのライブ配信などを行う自社インターネット配信サービスとして「もんすけTV」（現・HBCファンストリーム）を設置した。
以前はテレビのオープニング・クロージングでも「もんすけ」を用いた着ぐるみ映像やアニメーションが放送されたことがある。

## 出演番組
- 森崎博之のあぐり王国北海道（ナレーション、アニメーションでも登場）
- 今日ドキッ! もんすけ調査隊（不定期）
- チョイスナビゲーション〜ちょすナビ〜 (カーナビラジオ午後一番!内)

### 過去に出演していた番組
- もんナビ （ラジオ番組）
- Hana*テレビ（毎週火曜日の「もんすけcafe」コーナーで出演）
- もんすけチャンネル 金曜BAN!（着ぐるみで登場、喋りはなし）

## なぎたおすもんすけ
2008年12月28日 0:55 - 1:25に放送された、もんすけメインの特別番組。
もんすけが北海道で1BANを目指すべく道内各地のマスコットキャラクターと対決を挑んだ。
「なぎたおすもんすけ」に登場したキャラクター
- たら丸[6]&べに子（岩内町）
- ニャンまげ（登別伊達時代村）
- テレビ父さん（さっぽろテレビ塔裏公式）[6]

## 番宣アニメ
HBCで放送されるドラマ宣伝を中心とした5秒間CMにて、2013年1月期からドラマタイトルにかけたジョーク（太文字部分）を交えたアニメーションが流されている。この他初期にはサテライトによるアニメCMや、2006年に日本民間放送連盟「CMのCM」キャンペーンの一環として同キャンペーンのマスコット「コマーさる君」とコラボレーションしたCMや、同年には札幌平岸高等学校デザインアートコース制作によるクレイアニメによる自社メールマガジンサービス「メールde HBC」のCMも制作されている。
2013年
- あぽやん～走る国際空港 - 飛行機に乗り遅れ、空を飛んで追いかける。
- ハンチョウ〜警視庁安積班〜 - 事件現場に残っていた半分の豆腐（半丁＝ハンチョウ）に首を傾げる。
- とんび - とんびの雛になって餌を食べようとするがミミズだったので嫌がる。
- 夜行観覧車 - 観覧車のゴンドラがもんすけの顔になっている。
- 確証〜警視庁捜査3課 - ナレーションが「月曜ドラマ『爆笑』」と発すると、もんすけが大声で笑うがナレーションが「･･･じゃなくて『確証』」と言うと笑うのを止めて「確証？」と言う。
- 空飛ぶ広報室 - HBCのロゴが付いたT-4練習機と一緒に飛ぶ。
- TAKE FIVE〜俺たちは愛を盗めるか〜 - 石川五右衛門の格好で「金曜10時はTAKE FIVE見て」と見栄を切るもカツラが飛ばされる。
- 潜入探偵トカゲ - 大きなトカゲに追い回される。
- 半沢直樹 - 第45期同窓会で男の人が「変わってないな、もんすけ」と言われるも、誰だか分からない。
- 名もなき毒 - 老婆から渡された毒リンゴを食べるも、「うまい!」と平気で食べ老婆が転倒する。
- なるようになるさ。 - 狼に囲まれバナナの木の上に追い立てられるも、笑ってやり過ごす。
- ぴんとこな - 定式幕の前で「歌舞伎で恋愛ドラマ?」とピンとこない態度をとる。
- 安堂ロイド〜A.I. knows LOVE?〜 - くしゃみをした所顔面が取れてアンドロイドの素体が露出する。
- 刑事のまなざし - 「もんすけ警部」と部下に呼ばれ振り向くと、目が力強い形となっている。
- クロコーチ - 高知県が答えの「この黒い県は?」のクイズに対して「鳥取」と誤答する。
- 夫のカノジョ - 女子にプロポーズするも断られた直後、女子の彼氏である「ケビン・オット」が現れ一緒に帰っていき涙を流す。

2014年
- Dr.DMAT - 「D」の形をしたマットの上で前転をする。
- 隠蔽捜査 - 母親がゴミ箱の中に隠された0点のテスト用紙を掘り出し怒る。
- S -最後の警官- - 店員が「サイズどうですか」と試着室を開けると、警察官制服のサイズが小さいと嘆く。
- 夜のせんせい - 先生となり「うるさー、くないよね」と無人の夜間学級での叫びを途中でやめる。
- アリスの棘 - 「あ、リス!」と木の上のリスを見つけるも尻尾から無数の棘を刺される。
- ホワイト・ラボ〜警視庁特別科学捜査班〜 - 透明人間になろうと薬を飲むも、茶色部分が白く変色するのみに留まる。
- MOZU - 「百舌が餅をもってきた」とダジャレを発するも、百舌に「つまらない」と頭を突かれて雄叫びを上げる。
- ルーズヴェルト・ゲーム - 飲み会の場でせんだみつおゲームの要領で「ルーズ!」「ヴェルト!」と指して両端が「ルベルべ!」と発する。
- ごめんね青春! - スナック「ごめんね青春!」のママとなる。
- Nのために - 全身タイツ姿で「MONSUKE」の人文字の「N」の一部を担当する。
- 女はそれを許さない - トイレの後に妻から電気の点けっぱなしを指摘され消しに行く。
- SAKURA〜事件を聞く女〜 - 子供達に囲まれるも撮影が終わると全員が離れ「サクラかぁ」と嘆かれる。

2015年
- 警部補・杉山真太郎〜吉祥寺署事件ファイル - 警官姿に扮して携帯電話の着信を受けて「はい、警部補・杉山真太郎･･･の携帯です」と謝る。
- まっしろ - 結婚式のスピーチに立ち内容が出てこず頭が真っ白になる。
- 流星ワゴン - 十二単をまとった平安時代の女性に扮し、「わらわの名は・・」と発しナレーションが「清少納言」と発するも「じゃなくて流星和言（リュウセイワゴン）」と否定する。
- ウロボロス～この愛こそ、正義。 - スーパーマーケットの酢の棚にて「ウロボロ酢」を見つける。
- 美しき罠～残花繚乱～ - 探検隊に扮して巨大な花の写真を撮っていると大きな花に噛みつかれて吐き出される。
- マザー・ゲーム〜彼女たちの階級〜 - 王様ゲームの要領で「母親だーれだ！」の掛け声でくじ引きを行い、母親に扮したもんすけが「母」を引当てて指令を出す。
- ヤメゴク〜ヤクザやめて頂きます〜 - 飲食店にてウェイトレスが「やめてー」と叫ぶなかでもんすけがゴクゴクとグラスの飲み物を飲み干した後ウェイトレスが「それ醤油です」と指摘され青ざめる。
- アルジャーノンに花束を - 男性が女性にプロポーズで花束を渡し女性が喜ぶも、花に扮したもんすけが「おめでとう」と喜んだのを気味悪がり床にたたきつける。
- 天皇の料理番 - コックに扮して玉ねぎをみじん切りし目を充血しながら涙を流す。
- 37.5℃の涙 - サッカーの練習中に37.5℃の涙という名前の飲料水を飲む。
- ホテルコンシェルジュ - ナレーションが「ホテルコンサルジュ」と発すると、もんすけが「違う!」とツッコミを入れ、ナレーションが「ホテルコンシェルジュ」と訂正すると、もんすけが「そうそう」と言いながらうなずく。
- ナポレオンの村 - 漫才コンビ「ナポレオン」を組んでステージで「ナポレオンもんすけと、ナポレオンノムラ」と自己紹介する。
- 表参道高校合唱部! - 表参道高校のはちまきをし、学ラン姿で胡坐を組み合掌する。
- 結婚式の前日に - 「結婚おめでとう」とスーツ姿でウェディングケーキから飛び出るも、披露宴準備の最中だったため困惑する。
- コウノドリ - プロ野球ドラフト会議にて「もんすけファイターズ」が「鴻野太郎（こうのたろう）」を指名し解説が「鴻野を取ってきましたね」と発する
- 下町ロケット - 路地裏で野良猫が「下町」と発してジャケットを着たもんすけが「ロケット」と合言葉を言い、猫が「ついてこい」と路地の先へ案内する。
- ガッチャンコHBC（局名告知） - GUCHYとの共演としてさっぽろテレビ塔を背景に融合（ガッチャンコ）を試みもんすけの顔になり尻尾のついたGUCHY・GUCHYの顔となったもんすけ・GUCHYが避けて失敗する展開や[11]、「HBC」の頭文字を活かし怪人との戦闘で「Hyper Balance Combination」と発して融合するもGUCHYにもんすけの尻尾のみがつきバランスが悪くなる・料理番組でGUCHYが「Hotcake Banana Curry」のHBCケーキを作りもんすけが困惑する・GUCHYが「Hontouwa Bokudatte Chotto yattemitai（本当は僕だってちょっとやってみたい）」との感情で北海道庁旧本庁舎そばに置かれたもんすけの顔出し看板で写真撮影するといった2シリーズを展開[12]。

2016年
- 創立65周年 - クレイアニメで「明けましておめでとうござる」とこたつで新年の挨拶の後「今年は申年、拡大解釈するとHBCの年!」と発した後猫とともに王様の格好で踊る[13]。
- ダメな私に恋してください - のど自慢番組に出場し「一番! ダメなわたしに恋してください」と言って歌い出すもすぐに不合格の鐘を鳴らされてしまう。
- わたしを離さないで - クレーンゲームで目当てではないもんすけのぬいぐるみが掴まれ、戸惑うカップルをよそに「わたしを離さないで」と涙目で訴える。
- 家族ノカタチ - 母と三姉妹の蚊（家族の蚊たち）がもんすけの額から血を吸い腫れ上がり、叩いて追い出し「冬なのに」と言いながら涙を流す。
- 重版出来! - 狩衣姿で「臨兵闘者皆、重版出来!」と発し編集室内で浮き上がる。
- 私 結婚できないんじゃなくて、しないんです - 結婚式のブーケトスでブーケをしっぽで振り払う。
- 99.9-刑事専門弁護士- - 銭湯の体重計に乗り99.9kgと計測され涙を流しつつバナナを食べる。
- 神の舌を持つ男 - 早口言葉で「生バナナ」を3回言うところを3回目で舌を噛んでしまう。
- せいせいするほど、愛してる - バンドのボーカルとして「セイセイ!」と観客を煽り「愛してる!」のレスポンスを受ける。
- 仰げば尊し - 国語のテストで「□げば尊し」の空欄を銭と答える。
- IQ246〜華麗なる事件簿〜 - 殺人現場で「犯人は、わかりません!」と明るく開き直りナレーターから「それは愛嬌」と突っ込まれる。
- 逃げるは恥だが役に立つ - ゾンビの集団に追われバナナの皮を捨てるとゾンビが滑るが、もんすけの前に来て道を塞がれてしまう。
- 砂の塔〜知りすぎた隣人 - 選挙カーの上で右手に砂を持ちながら「もっと砂の党（塔）を･･･」と演説する。

2017年
- 下剋上受験 - 塾講師に扮し塾生とともに「殿様になるぞ」とシュプレヒコールをあげる。
- A LIFE - 「新井不動産」の看板を見て「アライフ・・？」という。
- カルテット - ナース姿に扮し「さあさ吉田さんのカルテ、カルテっと」と言いながらカルテを取り出す。
- 小さな巨人 - バレーボール選手として高く跳ぶと見せかけながら、尻尾で支えている。
- あなたのことはそれほど - 着物姿で箏を演奏するも、別の演奏者から「あなたの箏はそれほど」と嘲笑される。
- ごめん、愛してる - 縁日で売られているもんすけのお面が「愛してる」と喋り出す。
- ハロー張りネズミ - ザ・ベストテンを模してランキングの1位がハリネズミ（の頭をしたもんすけ）のHELLOと発表され鏡張りのドアから登場する。
- カンナさーん! - 大工に扮し、丸印に三（さん）と書かれたカンナの切れ味に感動する。
- コウノドリ2 - カメラマンに扮し、「コウノちゃーん」と名前を呼びながら女性モデルを撮影する。
- 陸王 - 筏で漂流中に島（陸）を見つけて「おぉ～」と喜ぶ。
- 監獄のお姫さま - ヤンキーに扮し「咲乱の総番、人呼んで監獄のお姫さま!」と名乗る。

2018年
- アンナチュラル - 和菓子店での食レポで「この餡、普通(ナチュラル)だね」と発言。
- 99.9 - 事件現場に残った99.9の文字列を「の.のの」と読み間違える。
- きみが心に棲みついた - もんすけの心臓に小鳥が住み着いていた[14]。
- ブラックペアン - 「ブラックペアン」なる大物の魚を釣ろうとして引きずられる。
- あなたには帰る家がある - 桃太郎が鬼ヶ島に怖気づいて引き返す。
- 花のち晴れ〜花男 Next Season〜 - 蜂に鼻を刺される（鼻のち腫れ）。
- 義母と娘のブルース - アコースティックギターで「ギボギボ・・」と弾き語りする。
- チアダン - チアリーダーに扮してDANと出す。
- この世界の片隅に - 自販機の下に落ちている100円が届かない。
- 中学聖日記 - 砂漠の真ん中で中学生に木の幻影を見る。
- 大恋愛 - 座禅を組み、和尚が「ダイ〜レン〜アイ〜」と読経する。
- 下町ロケット2 - クイズ番組で「下町ジャケット」と解答し不正解となり、隣の解答者に『下町ロケット』と答えられ真っ白になる。

2019年
- メゾン・ド・ポリス - 「皆さん、メゾンドですよ」とDJポリスに紛してアピール。
- 初めて恋をした日に読む話 - 鯉の着ぐるみを着て鯉の本を読む。
- グッドワイフ - 妻に扮して野菜詰め放題で「グーッ」と言いながら詰め過ぎ袋が破ける。
- インハンド - 「もんすけ堂」の印鑑職人として「半戸」の印鑑を彫り、判を押す。
- わたし、定時で帰ります。 - 床屋でバリカン中に「わたし、定時で帰ります。」と言い理髪師が帰ってしまう。
- 集団左遷!! - 謝罪会見の登壇者が集団で「サーセン」と謝罪する。
- ノーサイド・ゲーム - ラグビー選手に扮してフィールドに立っているところにサイが2頭突進し「NO!サイとゲーム」と叫ぶ。
- Heaven?～ご苦楽レストラン～ - ヘビーメタルバンドのボーカルに扮し「Hell or Heaven」と叫ぶ。
- 凪のお暇 - スマートフォンで検索しつつ店名を「かぜのおひま」と読み間違いながら喫茶店「凪のお暇」に入る。
- 4分間のマリーゴールド - 時計が12時4分を指した後カップ麺「4分間のマリーゴールド」を食べる。
- G線上のあなたと私 - 視力検査中に指されたランドルト環が「G」の字。
- グランメゾン東京 - ステーキやスープを作る。

2020年
- 恋はつづくよどこまでも - タイトルを叫びながら「恋」と描かれた金太郎飴を切っても切っても、まだ続いている。
- 病室で念仏を唱えないでください - CD売り場にてアイドル「バナナ倶楽部」のCDアルバム「病室で念仏を唱えないでください」を手に取る。
- テセウスの船 - モブキャラクターが汁物に浮かぶ具材に興味を示し、割烹着姿のもんすけが「てせうすの麩ね」という。
- MIU404 - 授業中、ノートにM、I、U、4、0、4で顔を描く。
- 私の家政夫ナギサさん - エプロンをしたウサギに扮して家政夫になりながら部屋の掃除をする。
- 半沢直樹2 - 「倍返しだ!」と言ったら、会社に戻る。
- おカネの切れ目が恋のはじまり - 無し。
- キワドい2人 - 無し。
- 危険なビーナス - ミロのヴィーナスに近づくと光線やハンマーなどの武装が展開される。
- この恋あたためますか - 鯉に扮したもんすけが池から飛び出して寒がる。
- 恋する母たち - 「来い来い来い来い!」と念じながら福引を回すも、白いボールが出てテンションが下がる。

2021年
- オー!マイ・ボス!恋は別冊で - 相撲部屋で「ボスコイ! ボスコイ!」と言いながらツッパリの練習をする。
- 天国と地獄〜サイコな2人〜 - お汁粉を手にして最高な天国の気分になるが、氷に足を滑らせて一瞬で地獄の気分になる。
- 俺の家の話 - 三匹の子豚を読んでいると、「この話は俺の家の話」と三匹の子豚が話しかける。
- リコカツ - 食堂のメニューで「おすすめ」と書かれているリコカツを注文する[15]。
- 着飾る恋には理由があって - もんすけが女装に着飾る[15]。
- ドラゴン桜 - ドラがゴーンと鳴り、桜の木に扮したもんすけが登場する[15]。
- TOKYO MER〜走る緊急救命室〜 - ストレッチャーでバナナの房が運ばれ病院内でもんすけがバナナを食べまくり「MONSUKE ENERGY ROOM」とテロップが出る[16]。
- ＃家族募集します - SNSに#家族募集しますのハッシュタグで投稿して家に帰ると沢山の子猿が居座っている[16]。
- プロミス・シンデレラ - シンデレラに扮したもんすけが連れ子に「風呂!」「水!」と嘆かれて継母に「シンデレラ!」と叱られ指を入れると冷たすぎて凍える[16]。
- 日本沈没-希望のひと- - スーツ姿で「このままでは沈没するぞ」と叫んだ場所が沈没寸前の孤島[17]。
- 最愛 - 「ちょっと、待ってよ」と愛を引き留めるも別れた女の相手がサイ[17]。
- 婚姻届に判を捺しただけですが - 結婚会見で婚約指輪を見せながら「結婚しました」と言うが、直後に相手と目を逸らし愚痴を言う[17]。
- THE TIME, - 農場での日の出とともに安住紳一郎（TBSアナウンサー、同番組MCで北海道帯広市出身）の顔が現れ、それを見たもんすけが驚愕する[18]。

2022年
- ファイトソング - 空手で負けた選手にウクレレで応援する[19]。
- 妻、小学生になる。 - 男性が箸で持ち上げたつまがランドセルを背負ったミニサイズの小学生のもんすけに化けて「あなたの妻よ」と喋る[19]。
- DCU - プールで溺れてる3人組と思いきや、アーティスティックスイミングの3人組で脚でDCUと描く[19]。
- 持続可能な恋ですか?〜父と娘の結婚行進曲〜 - 「恋」を書かれた風船を膨らませて持続させるも、酸欠で倒れる[20]。
- インビジブル - ヒーローに扮したもんすけと、悪魔に扮したもんすけが競り合いながら二人三脚をする[20]。
- マイファミリー - 複数枚の写真の中から自分の家族（＝マイファミリー）の写真を見つける[20]。
- ユニコーンに乗って - ピンクのユニコーンに乗って新規事業計画書を見せながら「こんなビジネスどうでしょう」と言いながら会議室に入っていく[21]。
- 石子と羽男-そんなコトで訴えます?- - 裁判所で男女がプリンを巡って言い争っているを見て、裁判官に扮したもんすけが「そんなコトで訴えます？」とつぶやく[21]。
- オールドルーキー - 「オールド[？]ッキー」のと書かれたテロップの空欄部分の下から勢いよく「ウッキー」と叫びながら跳び上がる[21]。
- 君の花になる - 女性の鼻にもんすけが扮し「君の･･･鼻（花）になる」と言った途端、女性にはじかれる[22]。
- クロサギ - 宅配の人が黒佐木(くろさき)さんを訪ねると黒い鷺に扮したもんすけが出て「クロサキじゃなくてクロサギ」と注意する[22]。
- アトムの童 - 誰かが茶色のアフロ髪の男性（トムさん）を「あっ！トムの子」言うと、同じく茶色のアフロ髪のもんすけが「アトムの子（童）？」と返答し、振り返る[22]。

2023年
- 夕暮れに、手をつなぐ - 夕暮れに女の子の手を差し伸べると、チョキを出し「ジャンケンかよ」と怒るが、女の子が手をつなぐと、もんすけが赤くなる[23]。
- 100万回 言えばよかった - 「好き」と何度も言うが999,999回と100万回に、あと1回足りずフラれる[23]。
- Get Ready! - 手術室でメスを用いケーキを切り分ける[23]。
- 王様に捧ぐ薬指 - 王様の薬指がもんすけになり王様に「最高」等と言葉を捧げる[24]。
- ペンディングトレイン-8時23分、明日 君と - ペンギンと電車ごっこで坂を登りながら「ペンギントレイン」と発すが、ナレーションに「じゃなくて、ペンディングトレイン」と突っ込まれ、坂の途中で滑り落ちてしまう[24]。
- ラストマン-全盲の捜査官- - サウナ室で最後まで耐え続ける[24]。
- 18/40〜ふたりなら夢も恋も〜 - テニスのラリーでスコアを18-40と表示する[25]。
- トリリオンゲーム - オークションに出品されたゲームソフト「モンスケクエスト」の値段が$1,000,000,000(＝トリリオン)になる[25]。
- VIVANT - 打席に立ったもんすけの打順と背番号がヴィ番（＝ヴィヴァン）[25]。
- マイ・セカンド・アオハル - 青い付箋を貼って「#マイハル」の文字を作りながら「青貼る＝アオハル」と呟く[26]。
- フェルマーの料理  - アレコレ料理して完成したのがバナナ[26]。
- 下剋上球児 - 甲子園を目指して4人で円陣を組んで意気込み、もんすけが「まず人数集めだな」と発し他の部員が不安を抱く[26]。

2024年
- Eye Love You - 視力検査で「ア・イ・ラ・ブ・ユ・ー」と読み上げ遮眼子を外すと目がハートなっている[27]。
- 不適切にもほどがある! - 不適切な発言（ピー音）を発しながら、奥さんたちと井戸端会議する[27]。
- さよならマエストロ〜父と私のアパッシオナート〜 - 音楽室にある、もんすけの肖像画が外されそうになる[27]。
- くるり〜誰が私と恋をした?〜 - 自分の下駄箱にラブレターが入っているのを見つける[28]。
- アンチヒーロー - 怪獣と戦う為に登場するが、ビルを踏んでしまう[28]。
- 9ボーダー - 9人目のスノーボーダーになりジャンパーを捨ててボーダー服で滑るも「寒い」と呟く[28]。
- 西園寺さんは家事をしない - とある家に掃除しに来たと思ったら、ソファーでごろ寝してテレビを見る[29]。
- 笑うマトリョーシカ - もんすけのマトリョーシカ人形の内側で不気味な笑い方をする[29]。
- ブラックペアン シーズン2 - きこりの泉の乙女が2本の黒いハサミを差し出す[29]。
- ライオンの隠れ家 - パンフレットを見ながら大阪を散策しライオンがいるらしいと通った道先に毎日放送のマスコットらいよんチャンがいる[30]。
- あのクズを殴ってやりたいんだ - 教会で結婚の最中、男性に「誓いません」と言われ、待っていた女性に取られてしまいムキになって「あのクズを殴ってやりたいんだ」と文句を言う[30]。
- 海に眠るダイヤモンド - 男性と別れた後、海にダイヤの指輪を投げ捨てる[30]。

2025年
- まどか26歳、研修医やってます! - 作品名を発しながら魔法少女の変身のように女性研修医が登場し診察室で決めポーズをする[31]。
- 御上先生 - 全校集会にて新任教師の紹介で式次第に大きく描かれた「御上先生」の読みが判らず言葉に詰まる[31]。
- クジャクのダンス、誰が見た? - クジャクの扮装をして無人の劇場で踊る[31]。
- 対岸の家事〜これが、私の生きる道!〜 - お婆さん姿で子供を背負い川で洗濯をするも、対岸のお爺さんから桃が流れている事を指摘される[32]。
- キャスター - バンジージャンプで「キャー!」と叫んで飛び込み、頭頂部が地面に擦れ「すったー!」と痛がる[32]。
- イグナイト -法の無法者- - DJに扮してイグアナの群れを観客とした「イグアナナイト」を行う[32]。
- 初恋DOGs - 犬を連れて走るもんすけと女性が交差点でぶつかり恋に落ちた2人の周りを互いの飼い犬が走る[33]。
- DOPE 麻薬取締部特捜課 - 剣道の対戦でもんすけが「胴!」と相手に当てるも直後に屁が出て赤面する[33]。
- 19番目のカルテ - 医師になりカルテを何度も書き直し丸めて捨てて、女性看護師に「何回目ですか」と呆れられる[33]。

## 他の北海道内民放のキャラクター
- 「どさんこ君」（札幌テレビ放送）
- 「onちゃん」（北海道テレビ放送）
- 「らっぴぃ」（テレビ北海道）
- 「みちゅバチ」（北海道文化放送）

## 他のJNN系列各局のキャラクター
- 「BooBo・Boona」（TBSテレビ）
- 「らいよんチャン」（毎日放送）
- 「ころんちゃん」 → 「シェアシェア」（CBCテレビ）